# Acantholimon heratense
Acantholimon heratense är en triftväxtart som beskrevs av Aleksandr Andrejevitj Bunge. Acantholimon heratense ingår i släktet Acantholimon och familjen triftväxter. Inga underarter finns listade i Catalogue of Life.